# Triassic Hunt
Triassic Hunt ist ein US-amerikanischer Horrorfilm aus dem Jahr 2021 von Gerald Rascionato. Produziert wurde der Film von The Asylum. Als Hauptdarsteller fungiert Michael Paré.

## Handlung
Jordan Freedman, CEO einer Firma, die biologische Waffen aller Art entwickelt, veröffentlicht seine neuesten Entwicklungen. Dabei handelt es sich um genetisch modifizierte Raubdinosaurier. Die prähistorischen Tiere gelten als sehr schlau und nahezu unverwundbar. Als zwei von ihnen aus der Forschungseinrichtung Richtung Los Angeles transportiert werden, gelingt es ihnen, aus dem Transporter auszubrechen. Söldner Harrison Paul wird beim Versuch, die Echsen aufzuhalten, getötet. Der Anführer der Söldner, Luis, und die beiden Mitarbeiterinnen von Freedman, die Forscherin Dr. Elaine Kelso und Simone, überleben und können nur noch mit ansehen, wie die Tiere Schutz im Industriepark suchen. Luis beordert seine Söldner zum Ort des Geschehens. Ein altes Lagerhaus fungiert als Basis, von der aus Luis seine Söldner koordiniert. Das Team soll verhindern, dass die Dinosaurier in das Wohngebiet eindringen und ein Gemetzel anrichten.
Schwertkämpfer Nick Gibson und Scharfschütze Gordon Berkely bilden ein Team, Joy Harland, der unzuverlässige und draufgängerische Deacon Forrester und der Sprengstoffmeister Karl Manovich bilden das zweite Team. Das erste Team gerät schon bald in einen Hinterhalt der Allosaurier, kann sich aber aus der Situation retten. Nun wird das zweite Team von den Allosauriern angegriffen, wobei Deacon getötet wird. Simone kontaktiert derweil Freedman. Dieser lässt die Szenerien filmen und streamen. Als eine Art Präsentation für willige Käufer sollen sich die Echsen in einem Szenario gegen die Söldner behaupten, um die Ware relativ teuer an Interessenten zu verkaufen. So wird bald klar, dass der Ausbruch der Dinosaurier keinesfalls ein Unfall war, sondern Freedman gezielt darauf aus war, die Echsen zu befreien.
Nachdem die Dinosaurier erste Feuerbeschüsse überleben, wird beschlossen, dass Karl eine Sprengfalle vorbereiten muss. Bevor er sein Werk vollenden kann, wird er allerdings von einem Allosaurus gerissen. Während der Ereignisse wird klar, dass die beiden Allosaurier ein Ei gelegt haben. Dr. Kelso und nicht Simone ist verantwortlich für den Ausbruch. Sie möchte sich beweisen und ihre Forschungsergebnisse präsentieren. Als einer der Allosaurier getötet wird und um ihr Ziel zu erreichen, erschießt sie Luis und Simone. Zum Einsatzort werden währenddessen Drohnen gesendet, die unglaublichen Schaden unter der Zivilbevölkerung anrichten würden. Damit Dr. Kelso die Drohnen stoppt, erpresst Joy sie mit dem Ei. Die Konfrontation nutzt Nick, der sich heimlich an Dr. Kelso angeschlichen hat, um sie zu entwaffnen. Der übrig gebliebene Allosaurus frisst sie kurz danach und verletzt auch Nick tödlich. Nachdem Gordon den Allosaurus ablenken kann, gelingt es Joy, ihn in die Sprengstofffalle zu locken und zu töten.

## Hintergrund
Der Film ist eine lose Fortsetzung zu Triassic World aus dem Jahr 2018. So wurden zahlreiche Rückblenden zu Triassic World in den Film eingearbeitet. Der als Hauptdarsteller geführte Michael Paré verkörperte bereits 2018 in Battle Drone einen kriminellen Geschäftsmann, der unter dubiosen Methoden Kampfmaschinen verkaufte.
Realisiert wurde der Film in Los Angeles. Er erschien am 29. Januar 2021 in den USA. In Deutschland startete er am 24. September 2021 in den Videoverleih. Seine Free-Premiere im deutschen Fernsehen gab der Film am 7. Juni 2022 auf Tele 5.

## Rezeption
„Formelhafter Horror-Trashfilm mit zwar halbwegs passablen Effekten, aber einer Fülle von Klischees, hölzernen Figuren und öden Dialogszenen, die jede Möglichkeit von Spannung unterbinden.“

„Was für ein lahmer Urzeitechsen-Trash.“

Actionfreunde sieht auch aufgrund der Besetzung mit Michael Paré einige Parallelen zu Battle Drone und bezeichnet diese als das „Interessanteste am Film“. Die CGI-Effekte werden als „brauchbar“, die Schauspieler als „mies“ eingeschätzt. Insgesamt wird geurteilt, Triassic Hunt sei „nur etwas für Trash-Masochisten“.
Nerdly befindet die Darstellung der Allosaurier als die bis dato beste CGI-Animation aus dem Hause The Asylum.
In der Internet Movie Database hat der Film bei über 277 Stimmenabgaben eine Wertung von 2,4 von 10,0 möglichen Sternen (Stand: 30. Mai 2022).